# Lijst van Italiaanse ministers van Cultuur

## Ministers van Cultuur van Italië (1974–heden)
| Minister van Cultuur en het Milieu | Minister van Cultuur en het Milieu | Minister van Cultuur en het Milieu | Ambtstermijn                 | Ambtstermijn     | Partij(en)               | Premier(s)                     | Kabinet(en)    |
| ---------------------------------- | ---------------------------------- | ---------------------------------- | ---------------------------- | ---------------- | ------------------------ | ------------------------------ | -------------- |
|                                    | Giovanni Spadolini                 | Giovanni Spadolini (1925–1994)     | 24 november 1974             | 12 februari 1976 | PRI                      | Aldo Moro (1974–1976)          | Moro IV        |
|                                    | Mario Pedini                       | Mario Pedini (1918–2003)           | 12 februari 1976             | 12 maart 1978    | DC                       | Aldo Moro (1974–1976)          | Moro V         |
| Giulio Andreotti (1976–1979)       | Mario Pedini                       | Mario Pedini (1918–2003)           | 12 februari 1976             | 12 maart 1978    | DC                       | Andreotti III                  |                |
| Giulio Andreotti (1976–1979)       |                                    | Dario Antoniozzi                   | Dario Antoniozzi (1923–2019) | 12 maart 1978    | 4 augustus 1979          | DC                             | Andreotti IV   |
| Giulio Andreotti (1976–1979)       | Andreotti V                        | Dario Antoniozzi                   | Dario Antoniozzi (1923–2019) | 12 maart 1978    | 4 augustus 1979          | DC                             |                |
|                                    | Egidio Ariosto                     | Egidio Ariosto (1911–1998)         | 4 augustus 1979              | 4 april 1980     | PSDI                     | Francesco Cossiga (1979–1980)  | Cossiga I      |
|                                    | Oddo Biasini                       | Oddo Biasini (1917–2009)           | 4 april 1980                 | 28 juni 1981     | PRI                      | Francesco Cossiga (1979–1980)  | Cossiga II     |
| Arnaldo Forlani (1979–1980)        | Oddo Biasini                       | Oddo Biasini (1917–2009)           | 4 april 1980                 | 28 juni 1981     | PRI                      | Forlani                        |                |
|                                    | Vincenzo Scotti                    | Vincenzo Scotti (1933)             | 28 juni 1981                 | 1 december 1982  | DC                       | Giovanni Spadolini (1981–1982) | Spadolini I    |
| Spadolini II                       | Vincenzo Scotti                    | Vincenzo Scotti (1933)             | 28 juni 1981                 | 1 december 1982  | DC                       | Giovanni Spadolini (1981–1982) |                |
|                                    | Nicola Vernola                     | Nicola Vernola (1932–2000)         | 1 december 1982              | 4 augustus 1983  | DC                       | Amintore Fanfani (1982–1983)   | Fanfani V      |
| Minister van Cultuur               | Minister van Cultuur               | Minister van Cultuur               | Ambtstermijn                 | Ambtstermijn     | Partij(en)               | Premier(s)                     | Kabinet(en)    |
|                                    | Antonino Gullotti                  | Antonino Gullotti (1922–1989)      | 4 augustus 1983              | 28 juli 1987     | DC                       | Bettino Craxi (1983–1987)      | Craxi I        |
| Craxi II                           | Antonino Gullotti                  | Antonino Gullotti (1922–1989)      | 4 augustus 1983              | 28 juli 1987     | DC                       | Bettino Craxi (1983–1987)      |                |
| Amintore Fanfani (1987)            | Antonino Gullotti                  | Antonino Gullotti (1922–1989)      | 4 augustus 1983              | 28 juli 1987     | DC                       | Fanfani VI                     |                |
|                                    | Carlo Vizzini                      | Carlo Vizzini (1947)               | 28 juli 1987                 | 13 april 1988    | PSDI                     | Giovanni Goria (1987–1988)     | Goria          |
|                                    | Vincenza Bono Parrino              | Vincenza Bono Parrino (1942)       | 13 april 1988                | 22 juli 1989     | PSDI                     | Ciriaco De Mita (1989)         | De Mita        |
|                                    | Ferdinando Facchiano               | Ferdinando Facchiano (1927–2022)   | 22 juli 1989                 | 11 april 1991    | PSDI                     | Giulio Andreotti (1989–1992)   | Andreotti VI   |
|                                    | Giulio Andreotti                   | Giulio Andreotti (1919–2013)       | 11 april 1991                | 28 juni 1992     | DC                       | Giulio Andreotti (1989–1992)   | Andreotti VII  |
|                                    | Alberto Ronchey                    | Alberto Ronchey (1926–2010)        | 28 juni 1992                 | 10 mei 1994      | O                        | Giuliano Amato (1992–1993)     | Amato I        |
| Carlo Azeglio Ciampi (1993–1994)   | Alberto Ronchey                    | Alberto Ronchey (1926–2010)        | 28 juni 1992                 | 10 mei 1994      | O                        | Ciampi                         |                |
|                                    | Domenico Fisichella                | Domenico Fisichella (1935)         | 10 mei 1994                  | 17 januari 1995  | AN                       | Silvio Berlusconi (1994–1995)  | Berlusconi I   |
|                                    | Antonio Paolucci                   | Antonio Paolucci (1939)            | 17 januari 1995              | 17 mei 1996      | O                        | Lamberto Dini (1995–1996)      | Dini           |
|                                    | Walter Veltroni                    | Walter Veltroni (1955)             | 17 mei 1996                  | 21 oktober 1998  | Romano Prodi (1996–1998) | Prodi I                        | PDS (1996–98)  |
|                                    | Walter Veltroni                    | Walter Veltroni (1955)             | 17 mei 1996                  | 21 oktober 1998  | Romano Prodi (1996–1998) | Prodi I                        | DS (1998)      |
|                                    | Giovanna Melandri                  | Giovanna Melandri (1962)           | 21 oktober 1998              | 11 juni 2001     | DS                       | Massimo D'Alema (1998–2000)    | D'Alema I      |
| D'Alema II                         | Giovanna Melandri                  | Giovanna Melandri (1962)           | 21 oktober 1998              | 11 juni 2001     | DS                       | Massimo D'Alema (1998–2000)    |                |
| Giuliano Amato (2000–2001)         | Giovanna Melandri                  | Giovanna Melandri (1962)           | 21 oktober 1998              | 11 juni 2001     | DS                       | Amato II                       |                |
|                                    | Giuliano Urbani                    | Giuliano Urbani (1937)             | 11 juni 2001                 | 23 april 2005    | FI                       | Silvio Berlusconi (2001–2006)  | Berlusconi II  |
|                                    | Rocco Buttiglione                  | Rocco Buttiglione (1948)           | 23 april 2005                | 17 mei 2006      | UdC                      | Silvio Berlusconi (2001–2006)  | Berlusconi III |
|                                    | Francesco Rutelli                  | Francesco Rutelli (1954)           | 17 mei 2006                  | 8 mei 2008       | DL (2006–07)             | Romano Prodi (2006–2008)       | Prodi II       |
|                                    | Francesco Rutelli                  | Francesco Rutelli (1954)           | 17 mei 2006                  | 8 mei 2008       | DP (2007–08)             | Romano Prodi (2006–2008)       | Prodi II       |
|                                    | Sandro Bondi                       | Sandro Bondi (1959)                | 8 mei 2008                   | 23 maart 2011    | PdL                      | Silvio Berlusconi (2008–2011)  | Berlusconi IV  |
|                                    | Giancarlo Galan                    | Giancarlo Galan (1956)             | 23 maart 2011                | 16 november 2011 | PdL                      | Silvio Berlusconi (2008–2011)  | Berlusconi IV  |
|                                    | Lorenzo Ornaghi                    | Lorenzo Ornaghi (1948)             | 16 november 2011             | 28 april 2013    | O                        | Mario Monti (2011–2013)        | Monti          |
| Minister van Cultuur en Toerisme   | Minister van Cultuur en Toerisme   | Minister van Cultuur en Toerisme   | Ambtstermijn                 | Ambtstermijn     | Partij(en)               | Premier(s)                     | Kabinet(en)    |
|                                    | Massimo Bray                       | Massimo Bray (1959)                | 28 april 2013                | 22 februari 2014 | DP                       | Enrico Letta (2013–2014)       | Letta          |
|                                    | Dario Franceschini                 | Dario Franceschini (1958)          | 22 februari 2014             | 1 juni 2018      | DP                       | Matteo Renzi (2014–2016)       | Renzi          |
| Paolo Gentiloni (2016–2018)        | Dario Franceschini                 | Dario Franceschini (1958)          | 22 februari 2014             | 1 juni 2018      | DP                       | Gentiloni                      |                |
| Minister van Cultuur               | Minister van Cultuur               | Minister van Cultuur               | Ambtstermijn                 | Ambtstermijn     | Partij(en)               | Premier(s)                     | Kabinet(en)    |
|                                    | Alberto Bonisoli                   | Alberto Bonisoli (1961)            | 1 juni 2018                  | 5 september 2019 | M5S                      | Giuseppe Conte (2018–2021)     | Conte I        |
|                                    | Dario Franceschini                 | Dario Franceschini (1958)          | 5 september 2019             | 22 oktober 2022  | DP                       | Giuseppe Conte (2018–2021)     | Conte II       |
| Mario Draghi (2021–2022)           | Dario Franceschini                 | Dario Franceschini (1958)          | 5 september 2019             | 22 oktober 2022  | DP                       | Draghi                         |                |
|                                    | Gennaro Sangiuliano                | Gennaro Sangiuliano (1962)         | 22 oktober 2022              | heden            | O                        | Giorgia Meloni (sinds 2022)    | Meloni         |